# Trifon Gruzin
Trifon Gruzin (în rusă Трифон Иванович Грузин) (n. 15 februarie 1912, Gubernia Basarabia, Rusia) este un actor român.
Își începe cariera actoricească în 1933 când a absolvit Colegiul de Teatru de la Odesa. Din 1933 este co-fondator și artist la Teatrul dramatic de stat din Moldova (de la Tiraspol), din 1939 în cadrul Teatrului moldovenesc "A.S.Pușkin" mutat la Chișinău în 1940 odată cu ocupația sovietică în Basarabia. Astăzi se numește Teatrul Național "Mihai Eminescu" din Chișinău.

## Titluri și premii
- Artist al poporului din RSS Moldovenească (1962)

## Filmografie
- 1954 - Andrieș (Андриеш)
- 1958 - Ataman Kodr (Атаман Кодр)
- 1958 - Nu este locul (Не на своем месте)
- 1959 - Ya vam pishu... (Я Вам пишу…)
- 1962 - Armageddon (Армагеддон)
- 1977 - Cine, cine? (Кто - кого)
- 1980 - În vizuina diavolului (У Чёртова логова)- episod
- 1982 - Lucrurile ar putea fi diferite (Всё могло быть иначе) - episod
- 1983 - Fii fericită, Julia! (Будь счастлива, Юлия!) - episod